# Scheffauer
Scheffauer är ett berg i Österrike.   Det ligger i distriktet Kufstein och förbundslandet Tyrolen, i den centrala delen av landet, 300 km väster om huvudstaden Wien. Toppen på Scheffauer är 2 111 meter över havet. Scheffauer ingår i Kaisergebirge.
Terrängen runt Scheffauer är bergig åt nordost, men åt sydväst är den kuperad. Närmaste större samhälle är Kufstein, 6,2 km nordväst om Scheffauer. 
I omgivningarna runt Scheffauer växer i huvudsak blandskog. Runt Scheffauer är det ganska tätbefolkat, med 100 invånare per kvadratkilometer.